# 東直己
東 直己（あづま なおみ、1956年4月12日 -）は、北海道札幌市白石区出身の日本の小説家。探偵を主人公にしたハードボイルド小説を中心に作品を発表している。

## 来歴・人物
札幌市立東白石中学校、北海道札幌東高等学校卒業、小樽商科大学中退、北海道大学文学部哲学科中退。
大学中退後、土木作業員、ポスター貼り、カラオケ外勤、タウン雑誌編集者など様々な職を転々とする。北海道の文芸誌「北方文芸」に小説を寄せるようになり、1987年に「北方文芸」230号に発表した『逢いに来た男』が「文學界」同人雑誌評にて近藤信行に取り上げられる。1992年、『探偵はバーにいる』で作家デビューした。以後、「俺」を探偵役にしたススキノ探偵シリーズ、探偵畝原シリーズ、榊原シリーズなどの作品を発表し、気鋭のミステリー作家として注目を浴びる。小説、エッセイの他、自ら取材のために刑務所に服役して著した異色のルポタージュ『札幌刑務所4泊5日体験記』などがある。札幌市在住であり、同市および北海道を舞台にした作品が多く、北海道のローカル情報番組「のりゆきのトークDE北海道」（uhb）では長年にわたってコメンテーターとしても活躍していた。ススキノ探偵シリーズは、『探偵はBARにいる』として映画化された。
2001年、『残光』で第54回日本推理作家協会賞を受賞した。

## 作品

### 小説シリーズ

#### ススキノ探偵シリーズ
- 探偵はバーにいる（1992年5月 早川書房 / 1995年8月 ハヤカワ文庫JA）
- バーにかかってきた電話（1993年1月 早川書房 / 1996年1月 ハヤカワ文庫JA）
- 消えた少年（1994年10月 早川書房 / 1998年6月 ハヤカワ文庫JA）
- 向う端にすわった男（1996年9月 ハヤカワ文庫JA）※短編集
  - 収録作品 ：「向う端にすわった男」「調子のいい奴」「秋の終わり」「自慢の息子」「消える男」
- 探偵はひとりぼっち（1998年4月 早川書房 / 2001年11月 ハヤカワ文庫JA）
- 探偵は吹雪の果てに（2001年12月 早川書房 / 2004年2月 ハヤカワ文庫JA）
- 駆けてきた少女[2]（2004年4月 早川書房 / 2006年10月 ハヤカワ文庫JA）
- ライト・グッドバイ（2005年12月 早川書房 / 2007年10月 ハヤカワ文庫JA）
- 探偵、暁に走る（2007年11月 早川書房 / 2010年1月 ハヤカワ文庫JA）
- 旧友は春に帰る（2009年11月 早川書房 / 2011年8月 ハヤカワ文庫JA）
- 半端者 -はんぱもん-[3]（2011年3月 ハヤカワ文庫JA）
- 猫は忘れない（2011年9月 早川書房 / 2012年11月 ハヤカワ文庫JA）

#### 榊原健三シリーズ
- フリージア（1995年8月 廣済堂出版 / 2000年9月 ハルキ文庫）
- 残光（2000年9月 [4]角川春樹事務所 / 2003年8月 ハルキ文庫）
- 疾走[5]（2008年3月 角川春樹事務所 / 2011年7月 ハルキ文庫〈上・下〉）

#### 探偵・畝原シリーズ
- 渇き（1996年12月 勁文社）
  - 【改題】待っていた女・ 渇き（1999年12月 ハルキ文庫） ※「待っていた女」追加
- 流れる砂（1999年11月 角川春樹事務所 / 2002年11月 ハルキ文庫）
- 悲鳴（2001年1月 角川春樹事務所 / 2004年5月 ハルキ文庫）
- 熾火（2004年6月 角川春樹事務所 / 2006年5月 ハルキ文庫）
- 墜落（2006年5月 角川春樹事務所 / 2009年4月 ハルキ文庫）
- 挑発者（2007年5月 角川春樹事務所 / 2010年5月 ハルキ文庫〈上・下〉）
- 眩暈（2009年2月 角川春樹事務所 / 2012年2月 ハルキ文庫）
- 鈴蘭（2010年5月 角川春樹事務所 / 2013年8月 ハルキ文庫）

#### 探偵・法間シリーズ
- 逆襲（2001年6月 光文社文庫） ※短編集 表題作のみ法間登場
  - 収録作品 ：「春休み」「気楽な女」「人ごろし殺人事件」「本物」「渋多喜村UFO騒動」「守護神」「安売り王を狙え」「逆襲」
- 古傷（2004年11月 光文社文庫）
- 探偵法間 ごますり事件簿（2012年7月 光文社）※短編集
  - 【改題】探偵ホウカン事件日誌（2014年12月 光文社文庫）
  - 収録作品 ：「ほちわ」「マラソンの夜」「美しい目」「二十個のケーキ」「捨てられなかった」「時カクテル」「アロハ」

#### ハーフボイルドシリーズ
- ススキノ・ハーフボイルド（2003年7月 双葉社 / 2006年1月 双葉文庫 / 2011年11月 双葉文庫〈新装版〉）
- 後ろ傷（2006年10月 双葉社）
  - 【改題】ボーイズ、ビィ・アンビシャス （2011年12月 双葉文庫）

#### 南支署シリーズ
- 誉れあれ 札幌方面中央警察署 南支署（2009年8月 双葉社 / 2012年7月 双葉文庫）
- 誇りあれ 札幌方面中央警察署 南支署（2011年5月 双葉社 / 2015年8月 双葉文庫）

#### その他の小説
- 沈黙の橋（サイレント・ブリッジ）（1994年4月 幻冬舎 / 2000年2月 ハルキ文庫）
- ソープ探偵くるみ事件簿（1997年5月 廣済堂文庫）
  - 【改題】探偵くるみ嬢の事件簿（2002年6月 光文社文庫）
- 死ねばいなくなる（2001年12月 角川春樹事務所）※短編集
  - 【改題】逢いに来た男（2013年5月 ハルキ文庫）
  - 収録作品 ：「困ってる女」「梅雨時雨」「死ねばいなくなる」「路傍の石」「ビデオ・ギャル」「逢いにきた男」
- ライダー定食（2004年9月 柏艪舎 / 2008年2月 光文社文庫）※短編集
  - 収録作品 ：「ライダー定食」「納豆箸牧山鉄斎 」「ペレニウム・ハペリタリア」「炭素の記憶」「一九九三年八月十六日」「間柴慎悟伝」
- 立ちすくむとき（2004年9月 ハルキ文庫）※24篇からなるショートショート集
- 義八郎商店街（2005年2月 双葉社 / 2008年12月 双葉文庫）
- スタンレーの犬（2005年8月 角川春樹事務所）
  - 【改題】名もなき旅（2008年5月 ハルキ文庫）
- 英雄先生（2005年12月 角川書店 / 2010年2月 ハルキ文庫）
- 抹殺（2007年5月 光文社 / 2010年5月 光文社文庫）
- 立ち向かう者たち（2009年6月 光文社 / 2011年12月 光文社文庫）※短編集
  - 収録作品 ：「立ち向かう者」「作り話」「悪酔い男」「重り」「疑惑」「責任」「ケンシの人」
- 坂口安吾盗難事件&坂口安吾作品集（2011年2月 柏艪舎）
  - 収録作品 ：「投手殺人事件」「心霊殺人事件」「正午の殺人事件」「南京虫殺人事件」「能面の秘密」「アンゴウ」以上 坂口安吾 / 「坂口安吾盗難事件」東直己

#### アンソロジー
「」内が東直己の作品
- 男たちの長い旅（2004年1月 トクマノベルス / 2006年1月 徳間文庫）「Bar Osamu」
- 事件を追いかけろ（2004年12月 カッパノベルス）「立ち向かう者」
- utage・宴 北の作家書き下ろしアンソロジーvol.1（2008年9月 柏艪舎 ）「京都の宿」
- 私の風景（2009年4月 柏艪舎）「都会の夜」
- utage・宴 北の作家書き下ろしアンソロジーvol.2（2010年10月 柏艪舎）「満月と街と白い猫の店」
- 誇り （2010年11月 双葉社）「猫バスの先生」
- サイドストーリーズ（2015年3月 角川文庫）「街で立ち止まるとき[6]」

#### エッセイ・その他
- 札幌刑務所4泊5日体験記（1994年9月 扶桑社ミステリー文庫 / 2004年6月 光文社文庫）
- 自衛隊 おとなの幼稚園（1996年3月 三一書房）
- すすきのバトルロイヤル（2000年3月 北海道新聞社）
- ススキノハードボイルドナイト（2001年4月 寿郎社）
- 酔っ払いは二度ベルを鳴らす（2005年6月 光文社文庫）[7]
- さらば愛しき女と男よ ススキノエッセイ（2006年1月 光文社文庫 ）[7]
- 札幌 深夜プラス1（2006年10月 光文社文庫）[7]
- ミステリーの書き方（2010年11月 幻冬舎）

#### 雑誌連載中、掲載作品
- 「街角」「秋の終り」（2011年9月 早川書房 ミステリマガジン10月号）
- 「南支署3」（2012年8月 双葉社 小説推理10月号～）※南支署シリーズ
- 「ゴマ擂り命 法間謙一」（2012年7月 光文社 小説宝石8月号）※エッセイ
- 「拉致」（2012年12月宝石 ザ ミステリー2）※抹殺 ２
- 「庶務係」（2013年2月 光文社 小説宝石3月号）※抹殺 ２

#### 映像化作品
- 極道の墓場 フリージア（1998年9月12日公開、監督・渡辺武、 主演・三浦友和、 大映）※「フリージア」の映画化。
- 探偵はBARにいる （2011年9月10日公開、監督・橋本一、 主演・大泉洋、東映）※ススキノ探偵シリーズ 2作目「バーにかかってきた電話」の映画化。小説を読みかけたままバーで寝ている男 役としても出演。
  - 探偵はBARにいる2 ススキノ大交差点 （2013年5月11日公開、監督・橋本一、主演・大泉洋、東映）※ススキノ探偵シリーズ 5作目「探偵はひとりぼっち」の映画化。ベッドで酒を飲む入院患者 役としても出演。
  - 探偵はBARにいる3 （2017年12月1日公開、監督・吉田照幸、主演・大泉洋、東映）※ススキノ探偵シリーズ 1作目「探偵はバーにいる」の映画化。モンデの客 役としても出演。